# Sotiria Bellou
Sotiria Bellou (în greacă Σωτηρία Μπέλλου, n. 22 august 1921, Chalkida, Grecia Centrală, Grecia – d. 27 august 1997, Piraeus Municipality⁠(d), Administrația descentralizată a Atticii⁠(d), Grecia) a fost o cântăreață și interpretă greacă de muzică rempetiko. Ea a fost una dintre cele mai renumite rebetisa fiind menționată în mai multe ghiduri muzicale. Pe 14 martie 2010, Alpha TV Bellou a clasat-o pe locul 22 în topul artiștilor de sex feminin din 1960 și până în prezent.

## Primii ani
Bellou s-a născut în Halia (numit acum Drosia, o parte din orașul Chalkida) de pe insula Euboia. Ea a fost cea mai mare dintre cinci frați dintr-o familie înstărită. Bunicul ei, Sotiris Papasotiriou, după care a fost numită și care a fost foarte mândru de ea, era un preot ortodox din Shimatari. Când era mică, Sotiria mergea la biserică împreună cu bunicul ei, unde asculta muzică religioasă și imnuri bizantine. Ea a început să cânte la vârsta de trei ani, și și-a făcut în joacă propriile chitare din sârmă și lemn. Tatăl ei, Kyriakos Bellos, a avut un magazin alimentar în Neapolis, în partea de nord a Chalkidei. Filmul „Micul emigrant” (I prosphygopoula), care o avea în rol principal pe Sofia Vembo, a fost catalizatorul care a determinat-o să urmeze o carieră artistică. Auzind de ambițiile fiicei ei, mama ei, Eleni, a bătut-o, pentru că, fiind o femeie conservatoare, ea nu dorea ca fiica ei să urmeze o carieră artistică. Cu toate acestea, tatăl ei i-a cumpărat o chitară și a plătit pentru lecții particulare.
Biografia ei a fost publicată în 1998 sub titlul „Sotiria Bellou - Pote dortia pote exares”. Autorul biografiei a scris de asemenea o piesă de teatru cu titlul „Sotiria me lene” („Mă numesc Sotiria”), o producție sponsorizată în anul 2008 de către Societatea de Radioteleviziune Elenă (ERT) care o are în rol principal pe Lida Protopsalti.

## Discografie selectivă
Între 1941 și 1976 a colaborat cu cei mai buni compozitori de rebetiko. Unele dintre cele mai mari hituri ale ei sunt:
- Synefiasmeni Kyriakh (Συννεφιασμένη Κυριακή) de Vassilis Tsitsanis
- Kavourakia  (Καβουράκια) de Vassilis Tsitsanis
- Otan pineis stihn taverna (Όταν πίνεις στην ταβέρνα) de Vassilis Tsitsanis
- Kane ligaki ypomoni (Κάνε λιγάκι υπομονή) de Vassilis Tsitsanis
- Pos tha perasei i vradia (Πώς θα περάσει η βραδιά) de Yannis Papaioannou
- Kane kourayio kardia mou (Κάνε κουράγιο καρδιά μου) de Yannis Papaioannou
- Anoixe, anoixe (Άνοιξε, άνοιξε) de Yannis Papaioannou
- O naftis (Ο ναύτης) de Giorgos Mitsakis
- To svisto fanari (Το σβηστό φανάρι) de Mitsakis
- Eipa na sviso ta palia (Είπα να σβήσω τα παλιά) de Apostolos Kaldaras
- Laiko Tsigaro (Λαϊκό τσιγάρο) de Apostolos Kaldaras